# Kurykanové
Kurykanové nebo Kurikanové také Üč Kurykanové, (čínsky 骨利干 pchin-jinem guligan, obvyklou fonetikou: Kuli-kan, rusky Курыканы → Kurykany, turecky Üç Kurikan, doslovně: Trojí Kurykanové, v některých zdrojích: Fury nebo Kury) byli etnickou skupinou či kmenovým svazem smíšeného původu, na jejich etnogenezi se podíleli Turkité, tunguzské skupiny a předkové Burjatů, mající společný název „Kurykan“. Nebyli příiš početní, ale v 6. až 11. století hráli významné mocenské postavení v oblasti severovýchodní Asie. V prvním tisíciletí obývali Přibajkalí. Byli rozšířeni podél dolní Selengy, v údolích Barguzin a Tunkinského údolí a na březích horní Leny a Angary. Jejich jazykový příslušnost je, vzhledem ke smíšenému etnickému původu, nejsitá, podle klasifikace L.N. Gumiljova byli představiteli Tchie-leské skupiny Turků.

## Záznamy o Kurykanech
Předky Kurykanů byli zřejmě představitelé Kultuře deskovitých hrobů, známé z let 1100 až 300 př. n. l.
Podle zpráv čínských historiků mohou být Kurykanové a jejich kmenový svaz identifikováni s raně středověkou archeologickou kulturou Kurumči, jejíž památky v oblasti Jižní Sibiře lze datovat do 6. až 10. století.
Památky kultury Kurumči byly nalezeny ve střední a východní části Irkutské oblasti, Kabanský region v Burjatsku a Barguzinského, v bezprostředním okolí Bajkalu a Tunkinského údolí. Na tuto tradici zřejmě navazují kultury Altajských Turkitů a snad i mongolských kmenů z 12. až 17. století.

### Runové záznamy
O Kurykanech a jejich kultura se dochovalo jen málo záznamů, které je možno porovnat s archeologickými nálezy. Zmíněni jsou v starobylých Orchonských runových nápisech ze 7.–8. století. Na Kül-teginovem pomníku jsou Üč Kurykanové uvedeni v seznamu deseti národů a států, které roku 552 vyslali své zástupce na pohřeb prvního Turkutského kagana Bumina Pohřeb jeho bratra Їstämiho roku 576 navštivili vyslanci z Böklijské stepi, Tabgačové, Tibeťané, turkičtí Avaři, Byzantinci, Kyrgyzové, Üč Kurykanové, 30 Oguzové-Tataři, Kitani a Tatabové. V Jenisejských runových nápisech, nalezených v Chakasském městě Ujbat, se píše: „když přijel lid kurykanů“.

### Čínské záznamy
Podle čínských údajů pobývali Kurkyané v blízkosti „Severního moře“ (Bajkalského jezera) a byli schopni postavit na pět tisíc bojovníků. Jejich vládce byl Číňany nazýván „si-ťin“, což je čínský fonetický přepis turkického titulu „tygyn“, „tegin“ nebo „tekin“. Jiná kronika uvádí, že: „v zemi Guligan žijí spolu dva si-ťinové“. Zachovala se také pochvalná báseň složená Tchangským císařem, oslavující koně. darované guliganskými vyslanci. Podle A. P. Okladnikova pocházelo toto plemeno koní původně ze centrální Asie, snad z Ferganské kotliny.

## Způsob života Kurykanů
Kurykanové na ostrově Oľchon žili zřejmě usedle, jinde v okolí Bajkalu zřejmě vedli částečně usedlý a částečně kočovný způsob života. Mezi nejznámější památky patří náhrobní stavby na ostrově Oľchon v jezeře Bajkal ve formě miniaturních stanů. Některá z těchto pohřebišť byla pozdějšími Burjaty považována za posvátná místa pro šamanské rituály. Na Oľchon bylo objeveno více než 100 hrobů a dalších objektů, připisovaných Kurykanům. Poblíž pohřebišť lze nalézt i zbytky několika obydlí. V prostorách největší obytné stavby bylo nalezeno mnoho nádob a kuchyňských potřeb, pravděpodobně se jednalo o společnou kuchyni či jídelnu. Nejpůsobivější pozůstatky lze nalézt na mysu Chargoj v jižní části Oľchonu. Stoí zde dobře zachovaná kamenná zeď, oddělující celou zátoku od zbytku ostrova, je postavená z kamenů kladených nasucho. Až dosud nebyla funkce této zdi vysvětlena, snad se jednalo o povenění proti nájezdníkům. u strmé skály nedaleko zdi se nacházejí obětní kameny, k nimž se váže řada pozdějších burjatských legend. Zbytky podobných sídlišť byly nalezeny též v údolích Angary, Leny, Osy a Kudy. Vďy se nacházela na návrších a byla obklopena obrannými příkopy a pohřebišti.
Hlavním zdrojem obživy byl pro Kurykany chov skotu, který jim poskytoval více masných výrobků než lov a rybolov. Kurykanové chovali též dvouhrbé velbloudy, kozy, ovce a vynikající jezdecké koně, kteří byli odváděni jako tribut na čínský císařský dvůr dynastie Tchang. Kurykanové rovněž sbírali plané rostliny, např. piniové oříšky, a zabývali se též zemědělstvím, v Kudinské stepi byly nalezeny pozůstatky jejich zavlažovacích kanálů. Z řemeslných dovedností vynikali v těžbě a zpracování kovů. Kmenový svaz Kurykanů proslul dovednými kováři, kteří zpracovávali chladné železo, z nějž vyrpáběli domácí a zemědělské nářadí, součásti vozů i zbraně. Kromě toho Kurykanové vyráběli nástroje z kamene, kostí a dřeva, vynikali též v hrnčířství a tkalcovství. Dobře známé jsou jejich petrogylfy a saklní malby. Většina z nich byla nalezena v blízkosti horní Leny a města Kudy. Byly vytvoŘeny nanášením červeného okru a kresby znázorňovaly jezdce na koních s velbloudech nesoucí korouhve, lovce se zvěří, bojovníky ve zbroji či dlouhých pláštích

## Mongolské období
Po celou dobu své existence byli usedlí Kurkanové napadáni nájezdy sousedních tunguzských kmenů z východu, ujguských Tokuz Oghuzů z jihu od řeky Orchonu a Jenisejských Kyrgyzů ze západu. Na počátku 10. století pronikly do Přibajkalí z jihu mongolské kmeny. Vleklé boje vyústily v porážku Kurykanů. Většina z nich v průběhu 11.–13. století migrovala podél Leny k severu, kde Kurykané asimilovali tunguzské a jukagirské kmeny, na jejichž základě se začala formovat etincká skupina Sachů (Jakutů). Zbylá část Kurykanů byla podmaněna a asimilována Mongoly a stali se předky západních Burjatů.